# Троицкая (Краснодарский край)
Троицкая — станица в Крымском районе на юго-западе Краснодарского края.
Административный центр Троицкого сельского поселения.

## География
Троицкая находится между г. Крымск и г. Славянск-на-Кубани в 22 км от города Крымска, на реке Кубань. В окрестностях станицы расположен Троицкий участок Славяно-Троицкого месторождения йодосодержащих вод.
Для перераспределения запасов подземных вод в районы, где обеспеченность чистой водой недостаточна, в станице создан троицкий групповой водозабор, снабжающий водой Крымск, Новороссийск и Геленджик. Предприятие является пятым среди водоподающих предприятий в России.

## История
Станица Псебедаховская была основана в 1865 году, в 1867 году была переименована в Троицкую.
Наряду с Ольгинским Кордоном (ныне ст.Варениковская) был воздвигнут новый редут – Новоохранный пост, черкесское название местности «Псебедах», что означает «везде вода». Это укрепление находилось на территории ст.Троицкой.
10 мая 1862 года принято «Положение о заселении предгорной части Кавказского хребта кубанскими казаками и другими переселенцами из России», согласно которому, а также рескрипту (23.06.1861 г.) закубанские земли предоставлялись в пользование войску для занятий казачьими станицами.
Поздней весной 1865 года вокруг сооружений Новороссийского поста при Псебедаховском ауле (ныне Себедаховская железнодорожная станция) поселилось 124 семьи из Ивановской, Петровской, Полтавской, Челбасской и Веселовской станиц. Это были семьи провинившихся солдат, переселенные сюда исключительно по жребию. В 1867 году по решению Екатеринодарской войсковой рады в честь Троицкого пехотного полка станица была переименована из Псебедаховской в Троицкую.
В 1880 году в станице проживало 1471 человек. Однако, переселение временно прекратилось, т.к. из-за эпидемии малярии из 1242 человек в станице умерло 722 человека. Позже, согласно царскому указу, сюда принудительно переселили крестьян малоземельных губерний, на плечи которых легла вся тяжесть преобразования прилегающей к станице местности – на средства станичного правления на реке Кубани строили дамбу под руководством подрядчика А.Д.Черного. В 1889 году строительство было завершено, это несколько обезопасило станицу от постоянных разливов реки Кубань.
В 1876 году на средства войскового управления и прихожан была построена деревянная церковь Рождество-Богородицкая. Первая школа построена в 1878 году для учеников казацкого сословия, в этом же году открыт первый фельдшерский пункт.
В 1905 году начали строить кирпичную церковь с колокольней. По состоянию на 1910 г. в станице Троицкой имелось два министерских училища: 2-х классное и женское одноклассное, церковно-приходская школа.
В 1916 году в станице имелось одно училище и 2 школы, работали 2 небольшие библиотеки.
21 февраля 1918 года в станице установлена советская власть. Был избран Троицкий военно-революционный комитет. Первым председателем Совета был избран В.Ф.Черный.
В конце августа 1918 года станица была занята белогвардейцами, а 20 марта 1920 года Красная армия освободила станицу от них. Начался период мирного строительства и переустройства села на коллективных началах.
Во время Великой Отечественной войны по Крымскому району проходила Голубая линия боев. 13 августа 1942 года станица была оккупирована немцами, в марте 1943 г. освобождена советскими войсками.
Указом от 22.08.1953 г. Троицкий сельский совет передан из Славянского района в Крымский район.
В 1960 г. построена больница.
В недрах земли станицы и ее окрестностях имеются нефть, газ, йодо-бромная вода, пресная высококачественная вода, песок, глина.
21 декабря 1964 г. на территории ст. Троицкой открыт Троицкий йодный завод – единственный в России.
Административное подчинение ст.Троицкая Крымского района
1861 год - Адагумская линия
1862 год - Адагумский полк
1870 год - Адагумский полк
1873 год - Темрюкский уезд
1888 год - Темрюкский отдел
1910 год - Таманский отдел
1917 год - Таманский отдел
1920 год - Славянский отдел
1923 год - Славянский отдел, Славянская волость
1925 год - Славянский район
1927 год - Славянский район
1930 год - Кубанский округ, Славянский район
1934 год - Славянский район
1937 - 1943 годы - Славянский район
1941 год - Славянский район
1953 год - Крымский район
1963 год - Крымский район
1985 год - Крымский район

## Население
| 1939 | 1959  | 1979  | 2002  | 2010  | 2021  |
| ---- | ----- | ----- | ----- | ----- | ----- |
| 5448 | ↘5438 | ↗6461 | ↘6396 | ↗6786 | ↘6065 |

## Инфраструктура
В Троицкой работает МБОУ СОШ № 57 и 2 детских сада, дом культуры.
В станице существует народный хор «Троицкие спивуны».

## Экономика
В Троицкой находилось единственное предприятие по производству йода в России — Троицкий йодный завод (1964г-2019г). Также в станице открыт завод по производству минеральной воды.
Рядом с Троицкой находится нефтяное месторождение.
Вблизи станицы расположен спортивный аэродром.

## Русская православная церковь
Строится церковь Троицы Живоначальной.